# Jeanne d'Escorailles de Roussille
Jeanne d’Escorailles de Roussille (ou de Scorailles de Roussille), (1655 – 1688). 
Jeanne d'Escorailles de Roussille était de 1680 jusqu'à sa mort en 1688 l’abbesse de l'abbaye de Chelles, une ancienne abbaye royale qui autrefois était située à l'est de Paris, à Chelles dans le département Seine-et-Marne. 
Elle était la deuxième des enfants de Jean Rigal  (ou Jean Rigaud) de Scorailles (ou d’Escorailles) (1622-1701), le comte de Roussille,  et d’Aymée Eléonore de Plas (1625-1680).  
Avant de devenir l’abbesse de l’abbaye royale de Chelles en 1680, elle devint à partir du 21 novembre 1668, à l’âge de treize ans, une sœur bénédictine à l’abbaye de Faremoutiers et plus tard l’abbesse de l’abbaye de Maubuisson.
Sa plus jeune sœur était Marie Angélique de Scorailles de Roussille, la duchesse de Fontanges, née en 1661 au château de Cropières-Raulhac en Auvergne et décédée en 1681 à l'Abbaye de Port-Royal de Paris. Par sa grande beauté et sa jeunesse celle-ci était une des dames favorites du Roi-Soleil, Louis XIV.  
Après un accouchement prématuré, dont elle était grièvement malade, Marie Angélique s’était retirée chez sa sœur Jeanne à l’abbaye de Chelles.

## Sources
1. ↑  Jean-Baptiste Bouillet, Nobiliaire d'Auvergne, 1843, voir à partir de la page 202 1re citation : Jean-Rigaud de Scorailles, comte, puis marquis de Roussille, seigneur, baron de Fontanges, de Montjoui, de Cropières et de Saint-Jouéry, servit pendant les guerres de la minorité de Louis XIV, et devint…  . Il épousa, le 27 janvier 1640, Aimée-Eléonore de Plas, fille d’Annet, seigneur de Curemonte, et de Jeanne-Françoise de Robert-Lignerac…  .;  à la page 203, 2e citation (leurs enfants) : 3° Jeanne, abbesse de l’abbaye de Chelles en 1680;… . 5° Marie-Angélique de Scorailles, plus connue sous le nom de duchesse de Fontanges, favorite de Louis XIV, morte à l’âge de vingt ans, le 28 juin 1681.
2. ↑  racinehistoire.free.fr Maison de Scoraille, voir Lignage, Initiale "S", ensuite SCORAILLE, à la page 10 de l’arbre généalogique des Seigneurs de Scoraille de Roussille.